# 이관마
이관마 (二冠馬)는 경마에서의 클래식 경주 (삼관 경주) 중 2경주만을 우승한 경주마를 말한다.

## 중앙경마의 이관마
고월상·도쿄 우준·국화상 중 2경주만을 우승한 경주마로 한다.
| 달성년 | 이름            | 성   | 고월상 | 도쿄 우준 | 국화상 | 관리 조교사       | 비고                                                          |
| ------ | --------------- | ---- | ------ | --------- | ------ | ----------------- | ------------------------------------------------------------- |
| 1943년 | 쿠리후지        | 암컷 | 불출주 | 1착       | 1착    | 오가타 토키치     | 우준 빈마 1착 (변칙 삼관)                                     |
| 1949년 | 토사미도리      | 수컷 | 1착    | 7착       | 1착    | 모치즈키 요이치로 | 삼관마 세인트 라이트의 반제                                   |
| 1950년 | 쿠모노하나      | 수컷 | 1착    | 1착       | 2착    | 스즈키 카츠타로   |                                                               |
| 1951년 | 토키노 미노루   | 수컷 | 1착    | 1착       | 불출주 | 타나카 와이치로   | 구명 퍼펙트 무패 이관마, 파상풍으로 국화상 시행 전에 사망     |
| 1952년 | 쿠리노하나      | 수컷 | 1착    | 1착       | 불출주 | 오가타 토키치     | 고장으로 국화상을 단념                                        |
| 1953년 | 보스토니언      | 수컷 | 1착    | 1착       | 2착    | 마스모토 이사무   |                                                               |
| 1954년 | 다이나나 호슈   | 수컷 | 1착    | 4착       | 1착    | 우에다 다케시     | 구명 타마산                                                   |
| 1960년 | 코다마          | 수컷 | 1착    | 1착       | 5착    | 타케다 분고       | 무패 이관마                                                   |
| 1963년 | 메이즈이        | 수컷 | 1착    | 1착       | 6착    | 오가타 후지요시   | 국화상 지지율 83.2%는 클래식 최고치                           |
| 1970년 | 타니노 무티에   | 수컷 | 1착    | 1착       | 11착   | 시마자키 히로시   |                                                               |
| 1971년 | 히카루 이마이   | 수컷 | 1착    | 1착       | 불출주 | 타니 하치로       | 굴건염으로 국화상을 단념                                      |
| 1973년 | 타케 호프       | 수컷 | 불출주 | 1착       | 1착    | 이나바 유키오     | 트라이얼에서 패해 사츠키상을 단념                             |
| 1974년 | 키타노 카치도키 | 수컷 | 1착    | 3착       | 1착    | 핫토리 마사토시   |                                                               |
| 1975년 | 카부라야 오     | 수컷 | 1착    | 1착       | 불출주 | 모테기 에이지로   | 굴건염으로 국화상을 단념                                      |
| 1981년 | 카츠 톱 에이스  | 수컷 | 1착    | 1착       | 불출주 | 키쿠치 카즈오     | 다리 불안으로 국화상을 단념                                   |
| 1985년 | 미호 신잔       | 수컷 | 1착    | 불출주    | 1착    | 타나카 토모지로   | 삼관마 신잔의 자식 골절로 도쿄 우준을 단념                    |
| 1987년 | 사쿠라 스타 오  | 수컷 | 1착    | 불출주    | 1착    | 히라이 유지       | 계인대염으로 도쿄 우준을 단념                                 |
| 1991년 | 토카이 테이오   | 수컷 | 1착    | 1착       | 불출주 | 마츠모토 쇼이치   | 삼관마 심볼리 루돌프의 자식 무패 이관마, 골절로 국화상을 단념 |
| 1992년 | 미호노 부르봉   | 수컷 | 1착    | 1착       | 2착    | 토야마 타메오     | 무패 이관마                                                   |
| 1997년 | 서니 브라이언   | 수컷 | 1착    | 1착       | 불출주 | 나카오 센지       | 골절로 국화상을 단념                                          |
| 1998년 | 세이운 스카이   | 수컷 | 1착    | 4착       | 1착    | 야스다 카즈타카   |                                                               |
| 2000년 | 에어 샤커       | 수컷 | 1착    | 2착       | 1착    | 모리 히데유키     | 도쿄 우준은 코착으로 2착                                      |
| 2003년 | 네오 유니버스   | 수컷 | 1착    | 1착       | 3착    | 세토구치 츠토무   | 첫 외국인 기수 (미르코 데무로)에 의한 달성                    |
| 2006년 | 메이쇼 삼손     | 수컷 | 1착    | 1착       | 4착    | 세토구치 츠토무   |                                                               |
| 2012년 | 골드 십         | 수컷 | 1착    | 5착       | 1착    | 스가이 나오스케   |                                                               |
| 2015년 | 두라멘테        | 수컷 | 1착    | 1착       | 불출주 | 호리 노리유키     | 골절로 국화상을 단념                                          |

## 같이 보기
- 클래식 (경마)
- 이관 (경마)
- 사관마